# Raketenangriff auf ein Einkaufszentrum in Krementschuk
Koordinaten: 49° 4′ 12″ N, 33° 25′ 29″ O

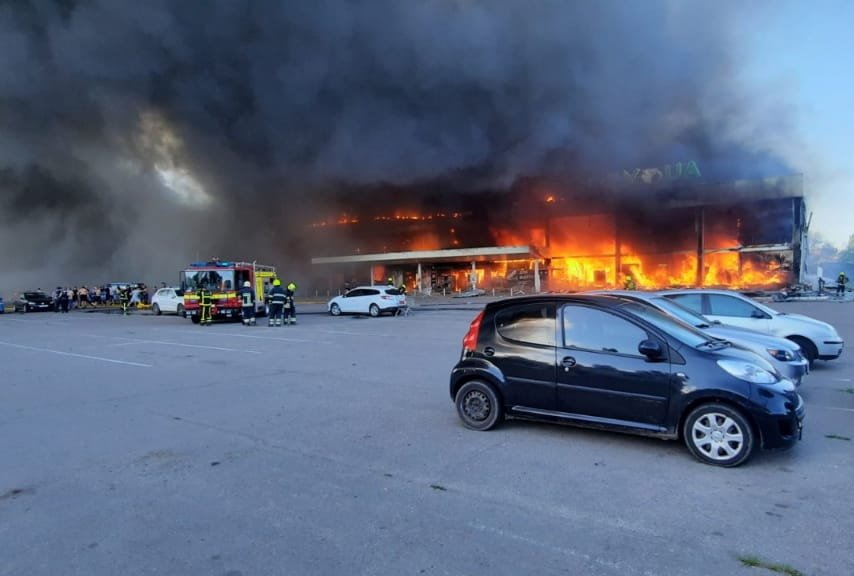
Das brennende Einkaufszentrum

Der Raketenangriff auf ein Einkaufszentrum in Krementschuk erfolgte am 27. Juni 2022 im Zuge des russischen Überfalls auf die Ukraine. Bei dem Raketenangriff wurden mindestens 20 Menschen getötet und 59 verwundet; weitere 40 Menschen wurden vermisst.

## Hintergrund
Die Stadt Krementschuk in der Oblast Poltawa ist gut 100 Kilometer von der Front entfernt und zählte 2021 etwa 220.000 Einwohner. Die Stadt war bereits in den Wochen zuvor schon das Ziel von russischen Luftangriffen, zuletzt am 18. Juni 2022.
Die Verwendung mächtiger und gleichzeitig ungenauer Waffen in einer Stadt qualifiziert den Beschuss als Kriegsverbrechen.

## Verlauf
Beim Ertönen des Luftalarms suchte nur ein geringer Teil der Besucher des Einkaufszentrums einen Schutzraum auf. Gegen 14:52 Uhr deutscher Zeit schlug laut ukrainischen Angaben eine gelenkte Rakete vom Typ Ch-22, abgefeuert von Tu-22M-Bombern aus Russland, 50 Meter neben dem zentral gelegenen Einkaufszentrum namens Amstor ein. Zum Zeitpunkt des Einschlages sollen sich rund 300 Menschen in dem Gebäude aufgehalten haben. Nach der Explosion des 630 bis 950 Kilogramm schweren Gefechtskopfes breitete sich ein Feuer auf einer Fläche von ungefähr 10.000 Quadratmetern aus. Eine zweite Ch-22 schlug rund 500 Meter nördlich in ein Industriegebiet ein. Nach russischen Behauptungen hätten die Raketen in das Industriegebiet nördlich des Einkaufszentrums einschlagen sollen, und Sekundärexplosionen seien die Ursache für das Feuer im angeblich leeren Einkaufszentrum gewesen. Einigen Behauptungen zufolge seien die widersprüchlichen Angaben von Seiten Russlands ein Indiz dafür, dass Russland für den Angriff verantwortlich sei.
Die verwendete Waffe ist nur bedingt für Bodenziele tauglich. Es wird angenommen, dass der Suchkopf der Lenkwaffe schlicht das größte Gebäude in der Umgebung anpeilte.
Eine dreitägige Staatstrauer wurde durch den Bürgermeister von Krementschuk verkündet.

## Reaktionen
- Russland behauptete zunächst, die Meldung sei westliche Propaganda, es handele sich um Fakenews und die Toten seien von den üblichen Verdächtigen (Ukraine, USA) platziert worden. Der Stellvertreter des russischen Vertreters bei der UNO benannte den Vorfall dementsprechend als „Provokation wie Butscha“, zumal Russland auch dort jede Verantwortung von sich weist. Der Sinn einer solchen westlichen Inszenierung bestände aus der Sicht von Russland darin, die westlichen Teilnehmer des G7-Gipfels zu vereinen und den Krieg erneut auf die Titelseiten zu bringen.[10] Danach folgte die Verlautbarung des Verteidigungsministeriums, welches den Luftschlag bestätigte. Es wurde nunmehr für wahrheitswidrig erachtet[11] und das Einkaufszentrum sei zum Zeitpunkt der Einschläge geschlossen gewesen. Der Sprecher des Verteidigungsministeriums, Igor Konaschenkow, sagte sodann am 28. Juni 2022, dass sich westliche Waffen neben dem ungenutzten Einkaufszentrum befunden hätten, welche wiederum für das Feuer im Einkaufszentrum verantwortlich wären.[12] Bei diesen widersprüchlichen russischen Narrativen ginge es in keiner Weise um Scham gegenüber der Ukraine und dem Westen, sondern um innerrussische Rechtfertigungen, so die Wirtschaftsjournalistin Julija Latynina; jeder müsse seine Unfähigkeit und Unwissenheit kaschieren, vermutlich fehle auch die militärische Aufklärung.[4]
- Die G7-Nationen verurteilten den „abscheulichen“ Angriff und bekundeten ihre Solidarität mit den Ukrainern.[13]
- Die Schweiz zeigte sich «zutiefst bestürzt» über den Angriff. Das Aussenministerium (Aussendepartement) verurteilte diese «schwerwiegenden Verletzungen des humanitären Völkerrechts» und rief Russland dazu auf, «seine militärische Aggression gegen die Ukraine unverzüglich zu beenden.»[14]
- Der ukrainische Außenminister Dmytro Kuleba schrieb, dass der Angriff eine Schande für die Menschlichkeit sei und forderte mehr Waffen für sein Land und mehr Sanktionen gegen Russland.[15]
- Die Firmen, welche ihre Angestellten und Kunden beim Luftalarm nicht in die Schutzräume schickten, sollten sanktioniert werden.[2]

## Analyse
Laut der Ukraine gab es keine militärischen Ziele im Umkreis von 5 Kilometern vom Tatort. Ermittler von Human Rights Watch fanden keine Hinweise auf die Nutzung des an das Einkaufszentrum grenzenden Industriegeländes durch das Militär. Der Einsatz von Explosivwaffen mit großflächiger Wirkung in bewohnten Gebieten nähre die Befürchtung, so Human Rights Watch, dass „rechtswidrige, willkürliche und unverhältnismäßige Angriffe“ stattfänden:

„Wenn die russischen Streitkräfte auf den Industriekomplex abzielten, waren sie sich der großen Anzahl von Zivilist*innen in der Nähe ihres Ziels bewusst oder hätten es sein müssen. Sie waren verpflichtet, diese Zivilist*innen und das von Zivilist*innen besuchte Einkaufszentrum von jeglichen potenziellen militärischen Zielen zu unterscheiden und jedwede Vorkehrungen zu treffen, um den Kollateralschaden an der Zivilbevölkerung, einschließlich Tod und Verletzungen, und die Beschädigung ziviler Objekte zu minimieren. Dazu gehört, dass ein Angriff nicht durchgeführt wird, wenn das vorhersehbare Risiko von Todesopfern unter der Zivilbevölkerung und Schäden an zivilen Objekten eindeutig größer ist als jeder erwartete konkrete militärische Vorteil. Das vorsätzliche Führen eines Angriffs in der Kenntnis, dass dieser auch Verluste an Menschenleben, die Verwundung von Zivilpersonen, die Beschädigung ziviler Objekte verursachen wird, die eindeutig in keinem Verhältnis zu dem insgesamt erwarteten konkreten und unmittelbaren militärischen Vorteil stehen, stellt ein Kriegsverbrechen dar.“

Satellitenbilder deuten darauf hin, dass das Einkaufszentrum – entgegen der Darstellung Russlands – direkt beschossen wurde. Zudem fand Human Rights Watch nach Besichtigung einer anliegenden Fabrik keine militärischen Fahrzeuge, Waffen oder Munition in dem Gebäude – anders als von Russland behauptet.